# Thesea hebes
Thesea hebes är en korallart som beskrevs av author unknown. Thesea hebes ingår i släktet Thesea och familjen Plexauridae. Inga underarter finns listade i Catalogue of Life.